# Лэнгдон (аэропорт)
Аэропорт Робертсон-Филд (англ. Robertson Field), (FAA LID: D55) — государственный гражданский аэропорт, расположенный в двух километрах к западу от центрального делового района города Лэнгдон (Северная Дакота), США.

## Операционная деятельность
Аэропорт Робертсон-Филд занимает площадь в 40 гектар, находится на высоте 490 метров над уровнем моря и эксплуатирует две взлётно-посадочные полосы:
- 14/32 размерами 1097 x 18 метров с асфальтовым покрытием;
- 8/26 размерами 732 x 46 метров с торфяным покрытием.

В период с 26 ноября 1996 по 26 ноября 1997 года Аэропорт Робертсон-Филд обработал 1900 операций по взлётам и посадкам воздушных судов (в среднем 5 операций ежедневно), из них 89 % пришлось на авиацию общего назначения и 11 % — на рейсы аэротакси.